# Pflegeassessment
Der Begriff Pflegeassessment (Assessment – engl. für Beurteilung, Einschätzung, Bewertung) beschreibt die Anwendung verschiedener, auch als Assessmentstrategien bezeichnete, Methoden innerhalb der professionellen Pflege, um pflegerelevante Variablen und Phänomene hinsichtlich ihrer Qualität, ihres Erfolges oder anderer Schwerpunkte zu beurteilen und die nachfolgende Handlung zu initiieren und dem aktuellen Pflegebedarf anzupassen. Die Auswahl geeigneter Instrumente des Pflegeassessments und die Einordnung einzelner Zustände in die Bewertung können sowohl objektiven Kriterien folgen, beispielsweise festgelegten Bewertungsskalen, aber auch auf der subjektiven Expertise der Pflegekraft beruhen.
Seit 1996 ist das Pflegeassessment sowohl als Begriff, wie auch als Thema in der deutschen Pflegeversicherung verankert. Es handelt sich formal nicht um eine Methode der Triage.

## Intention
Der Einsatz des Pflegeassessments, beziehungsweise der entsprechenden Assessmentinstrumente dient verschiedenen Zwecken:
- Das Assessment dient als systematische und strukturierte Grundlage für den Fortschritt des Pflegeprozesses. Es kann dadurch eine objektive Einschätzung des jeweiligen Ist-Zustandes ermittelt werden.
- Basierend auf den Einschätzungen des Assessments wird die Pflege planbar, das heißt, dass der Pflegebedarf, die Pflegeart und die Qualität der angebotenen Pflege ermittelt werden. Damit wird die Grundlage pflegerischen Handelns geschaffen.
- Analog zu den Erfordernissen, die sich aus der gesetzlichen Grundlage für die Dokumentation und Pflegeplanung gestellt werden, erfüllt das Pflegeassessment rechtliche Ansprüche gegenüber der Pflege. Sie dient auch als Bewertungsgrundlage für die Notwendigkeit einzelner pflegerischer Handlungen durch die Kostenträger.
- Die Assessmentinstrumente haben eine Steuerungsfunktion innerhalb der praktischen Pflege, durch die Handlungen hierarchisiert werden können und Aufgaben entsprechend ihrer Notwendigkeit und Dringlichkeit beurteilt werden können.

## Voraussetzungen
Die Voraussetzungen für den Einsatz und die fachgerechte Anwendung des Pflegeassessments setzt neben dem grundsätzlichen Verständnis der Notwendigkeit der Maßnahme seitens des Pflegepersonals auch Fachwissen bezüglich Pflegediagnosen voraus, die eine Bewertung der Ergebnisse und den zielgerichteten Einsatz und die Auswahl einzelner Assessmentinstrumente ermöglichen. Daneben müssen Pflegekräfte in der Lage sein, quantitative oder qualitative Ergebnisse durch ein hermeneutisches Verständnis für den Einzelfall zu ergänzen.
Die pflegewissenschaftliche Entwicklung von Assessmentinstrumenten setzt Forschungskompetenz und praktisches sowie theoretisches Wissen um das zu untersuchende voraus. Die entwickelten Instrumente sollen dabei eine praxisrelevante Zielsetzung haben und ihre Bedeutung für die Pflegepraxis anhand objektiver Faktoren, beispielsweise ökonomischer Wert, Reliabilität, oder Anwendbarkeit nachweisen können.

## Verbreitung
Im deutschsprachigen Raum ist sowohl die Entwicklung als auch Anwendung des Pflegeassessments im Gegensatz zum angloamerikanischen Raum noch nicht sehr weit fortgeschritten. In der Schweiz und Deutschland ist das Anwenden von Assessmentinstrumenten üblich und ist Teil der pflegerischen Grundausbildung.

## Positionierung im Pflegeprozess

Sechsstufiger Pflegeprozess nach Fiechter/Meier

Die verschiedenen Modelle des Pflegeprozesses basieren auf dem Problemlösungsprozess, einem Qualitätsregelkreis, der im Prinzip aus den immer wiederkehrenden Tätigkeiten Informationssammlung, Maßnahmenfestlegung, Durchführung und Bewertung des Erfolgs der Maßnahmen besteht. Das Pflegeassessment stellt einen nachgeordneten Schritt des Pflegeprozesses nach dem Erfassen des Iststandes dar, ist in allen Abschnitten des Pflegeprozesses wiederholt möglich und ist in den Pflegeprozess integriert. Das Pflegeassessment orientierte sich lange Zeit ausschließlich an den Pflegemodellen von Juchli, beziehungsweise Krohwinkel, die die Pflege nach dem Bedürfnis des Gepflegten ausrichten (Aktivitäten des täglichen Lebens – ATL). Inzwischen dient das Pflegeassessment auch dem Zuordnen zu den verschiedenen Einrichtungen der Pflege und den Optionen der Kostenübernahme. Begünstigt wird dies in Deutschland durch die Aufnahme dieser Kriterien zur Definition der Pflegebedürftigkeit in der sozialen Pflegeversicherung (§ 14 SGB XI).
In der Schweiz ist der Pflegeprozess seit 1981 verbreitet, nach der Einführung der Pflegediagnosen gegen Ende des 20. Jahrhunderts wurden dort auch nicht auf die ATLs bezogene Pflegeassessments eingeführt. Dazu gehört beispielsweise das von Marjory Gordon entwickelte Assessment der Funktionellen Verhaltensmuster/Gesundheitsmuster, das sich mit den qualitativ-phänomenologischen Aspekten in elf verschiedenen Verhaltensmustern beschäftigt. Das theoretisch fundierte und mit den Pflegediagnosen der internationalen Klassifikation der Pflegediagnosen verbundene Instrument wird als Basisassessment zum Stellen von Pflegediagnosen bezeichnet und gewinnt durch die zunehmende Verbreitung computergestützter Systeme zur Pflegedokumentation an Bedeutung.

## Spezielle Pflegephänomene/Fokus-Assessments
Assessmentinstrumente werden speziell für entsprechende Pflegeprobleme, Funktionen und Risikoabwägungen entwickelt. Üblicherweise werden innerhalb der Pflege die Assessmentinstrumente bestimmten Pflegephänomenen zugeordnet. So gibt es beispielsweise verschiedene Risikoskalen zur Einschätzung des Dekubitusrisikos, deren Ergebnisse zur Konkretisierung der Pflegediagnose und der Handlungsinitiierung präventiver, therapeutisch-pflegerischer Maßnahmen dienen. Andere Instrumente kommen zur Messung der subjektiven Wahrnehmung von Schmerz, des Pflegebedarfs und der Pflegeabhängigkeit zum Einsatz.
Neben dem grundlegenden Erfassung und Bewertung im Rahmen der Pflegeanamnese und Pflegediagnostik können zusätzlich Assessmentinstrumente und/oder Screeningverfahren für sogenannte Fokus-Assessments eingesetzt werden. Hierbei wird insbesondere im klinischen Bereich der Fokus des Pflegeassessments auf die durch eine spezielle Erkrankung, beispielsweise bei COPD oder Psoriasis regelmäßig entstehende Pflegephänomene gelegt. Durch die Einführung der Nationalen Expertenstandards seit 2001 und der zunehmenden Entwicklung im Bereich Risikomanagement im Gesundheitswesen findet dieser Bereich des Pflegeassessments zunehmend Beachtung.

## Liste gängiger Assessmentinstrumente
Verbreitete Assessmentinstrumente in der Pflege sind:
- Assessment der Funktionellen Verhaltensmuster (Marjory Gordon)
- Atemskala nach Bienstein (Atmung)
- Barthel-Index (Selbständigkeit in Alltagsaktivitäten)
- Dekubitusrisiko:
  - Norton-Skala
  - Braden-Skala
  - Douglas-Skala
  - Erweiterte Norton-Skala
  - Gosnell-Skala
  - Medley-Skala
  - Waterlow-Skala/Waterlowscore
- ePA-AC Ergebnisorientiertes PflegeAssessment AcuteCare (Pflegebedürftigkeit)[4]
- Mini-Mental-Status-Test (Gedächtnisstörungen)
- Handkraft (Muskelstärke)
- Geriatrische Depressionsskala/Depressionstest nach Yesavage (Altersdepression)
- Heidelberger Instrument zur Lebensqualität Demenzkranker (Demenz)
- Hendrich-Skala (Sturzrisiko)
- Motilitätstest nach Tinetti (Neuromuskuläre Defizite, Gangbild)
- Nürnberger Altersinventar (Selbständigkeit in Alltagsaktivitäten)
- Numerische Rating-Skala (Schmerz)
- Pflegeabhängigkeitsskala
- Reisbergskala (Alzheimer-Krankheit)
- Resident Assessment Instrument (Beurteilung von Pflegeeinrichtungen)
- Sozialfragebogen (Sozialer Unterstützungs- und Regelungsbedarf)
- ECPA-Schmerzskala (Schmerz bei Kommunikationsstörungen)
- Up and Go-Test (Mobilität)
- Vorlagentest (Harninkontinenz)
- Visuelle Analogskala (u. a. Schmerz)
- WHO-Skala des Allgemeinbefindens (Allgemeinzustand, Ernährungszustand, Gesundheitszustand)
- Uhren-Zeichen-Test/Clock Completion (Denkfähigkeit)

### Grundlagen
- Bernd Reuschenbach, Cornelia Mahler: Handbuch pflegebezogener Assessmentmethoden. Huber, 2012.
- Sabine Bartholomeyczik, Margareta Halek: Assessmentinstrumente in der Pflege: Möglichkeiten und Grenzen. Schlütersche, 2004, ISBN 3-89993-114-9.
- Marjory Gordon, Elisabeth Brock: Handbuch Pflegediagnosen. 4. Auflage. Urban & Fischer Bei Elsevier, 2003, ISBN 3-437-26442-7.
- Eva-Maria Panfil: Fokus: Klinische Pflegeforschung: Beispiele quantitativer Studien. Schlütersche, 2004, ISBN 3-89993-116-5.

### Englischsprachige Literatur
- Janet R. Weber, Jane Kelley: Health Assessment in Nursing. Lippincott Williams & Wilkins, 2006, ISBN 0-7817-6240-5.
- Janet R. Weber: Nurses’ Handbook of Health Assessment. Lippincott Williams & Wilkins, 2008, ISBN 978-0-7817-6632-6.
- Marjory Gordon: Assess Notes: Nursing assessment and diagnostic reasoning. F. A. Davis Company, 2008, ISBN 978-0-8036-1749-0.
- Jill Fuller, Jennifer Schaller-Ayers: Health Assessment: A Nursing Approach. Lippincott Williams & Wilkins, 2000, ISBN 0-7817-1566-0.

### Weiterführende Artikel
- Maria Müller-Staub: Pflegebedarf und elektronische Patientenakte. In: Pflege. 2008/Jahrgang 21, Ausgabe 4, ISSN 1012-5302, S. 211–214.
- Maria Müller-Staub: Qualitätserhöhung durch Pflegediagnosen? In: Unterricht Pflege. 2008/Jahrgang 14, Ausgabe 1, ISSN 1615-1046, S. 20–22.
- Maria Müller-Staub, Ian Needham u. a.: Qualität von Pflegediagnosen, -interventionen und -ergebnissen: Kriterien und Operationalisierung des Messinstruments Q-DIO. In: Pflege. 2008/Jahrgang 21, Ausgabe 5, ISSN 1012-5302, S. 327–338.
- Bernd Reuschenbach: Wer bewahrt die Praxis vor ungeeigneten Pflegeassessments? In: Pflege. 2008/Jahrgang 21, Ausgabe 5, ISSN 1012-5302, S. 295–298.